# Фусо (линейный корабль)
«Фусо» (яп. 扶桑 Фусо:, «Страна шелковиц (Япония)») — линейный корабль японского императорского флота. Головной корабль одноименного типа. Корабль назван в честь одного из иносказательных названий Японии (Страна шелковиц). 
Линкор был заложен 11 марта 1912 года, спущен на воду 28 марта 1914 и введен в эксплуатацию в ноябре 1915 года. В начале службы линкор патрулировал вдоль побережья Китая. В Первой мировой войне участия не принимал. В 1923 году участвовал в ликвидации последствий землетрясения в Канто. В 1930—1935 и 1937—1941 годах проходил глубокую модернизацию по усилению бронирования и перестройки верхних надстроек. Фусо в составе Южной группы вице-адмирала Сёдзи Нисимуры принимал участие в сражении в заливе Лейте. В ночь на 25 октября 1944 «Фусо» вместе с однотипным кораблём «Ямасиро» были потоплены в бою с шестью американскими линкорами в проливе Суригао. В линкор «Фусо» попали две торпеды с американского эсминца, после чего корабль взорвался. В сообщениях утверждалось, что Фусо разломился пополам, и обе половины оставались на плаву в течение часа. Из всего экипажа спаслось лишь 10 человек.

## Модернизация

### Конструкция
В ходе первой модернизации 1930—1933 годов, надстройка линкора «Фусо» была увеличена, установлена фок-мачта. Задняя надстройка была перестроена для размещения 127-миллиметровых зенитных орудий и установки дополнительных постов управления огнём. На «Фусо» была перестроена подводная часть — увеличены противоторпедные були, для улучшения подводной защиты и компенсации веса дополнительного оборудования и снаряжения.
В ходе второго этапа реконструкции в 1934—1935 годах, подводная часть была расширена, а её корма удлинена на 7,62 м. Эти изменения увеличили общую длину «Фусо» до 212.75 метров, а ширину до 33,1 м . Водоизмещение линкора в процессе модернизации увеличилось почти на 4000 тонн и составило 39,154 длинных тонн (39,782 т) при полной нагрузке.

### Броневая защита
Во время своей первой реконструкции броня «Фусо» была существенно усилена. Палубная броня была увеличена до максимальной толщины 114 мм. Продольные переборки из высокопрочной стали толщиной 76 мм были добавлены для улучшения подводной защиты.

### Авиационное вооружение
Линкоры типа «Фусо» были оснащены площадкой для взлёта самолетов, смонтированной на башне № 2 в 1924 году. В ходе первого этапа модернизации линкоров площадка была установлена на крыше башни № 3. Предполагалось базирование на нём трёх самолётов, хотя корабли не были оснащены самолётным ангаром.
Изначально на кораблях базировались бипланы «Накадзима E4N2», в 1938 году они были заменены на «Накадзима E8N2». В ходе второго этапа модернизации 1940—1941 годов на корме корабля была установлена новая катапульта и улучшены условия базирования самолетов. С 1942 года линкор «Фусо» получил новый биплан «Мицубиси F1M», который заменил «Накадзима E8N2».

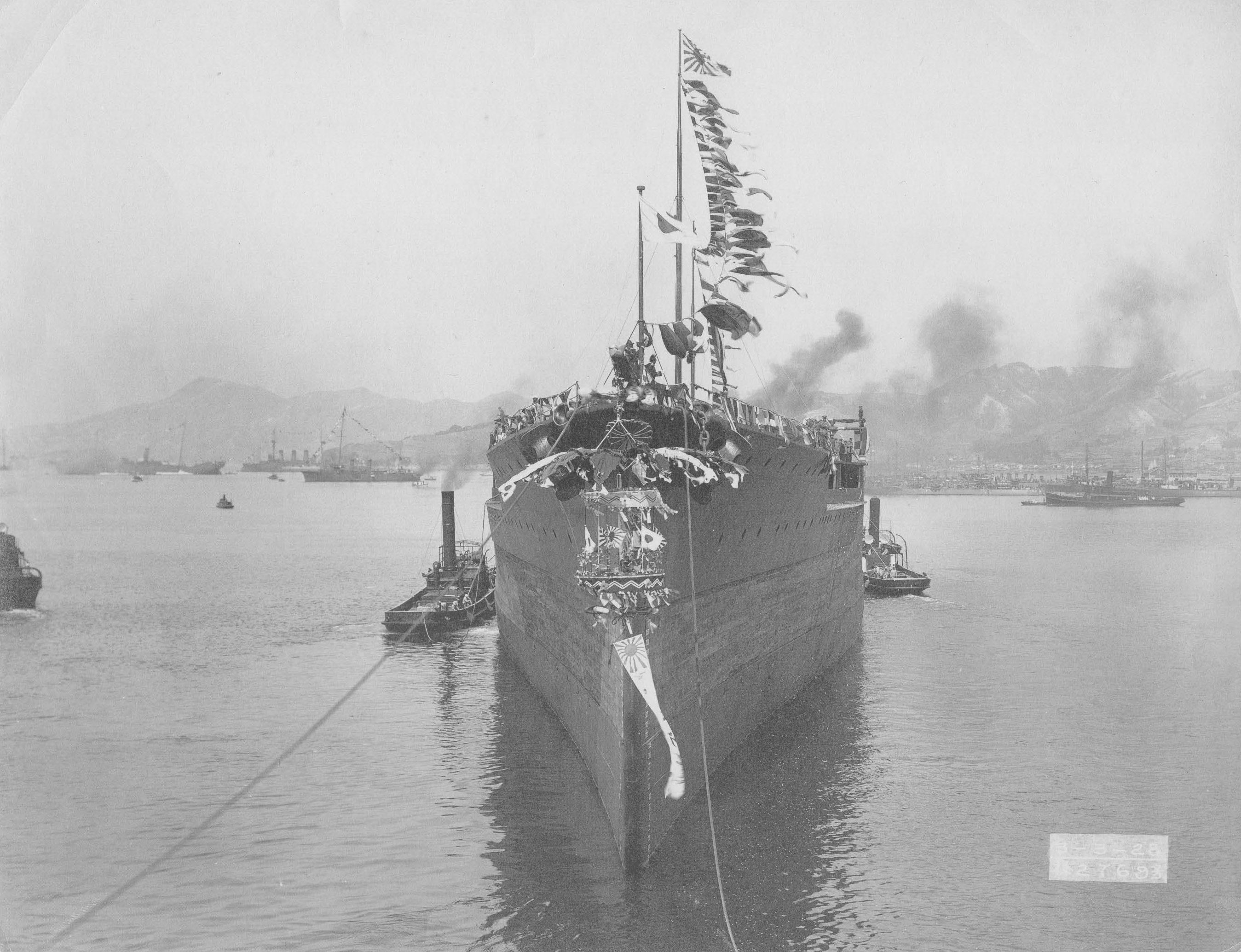
Линейный корабль «Фусо» во время достройки на плаву
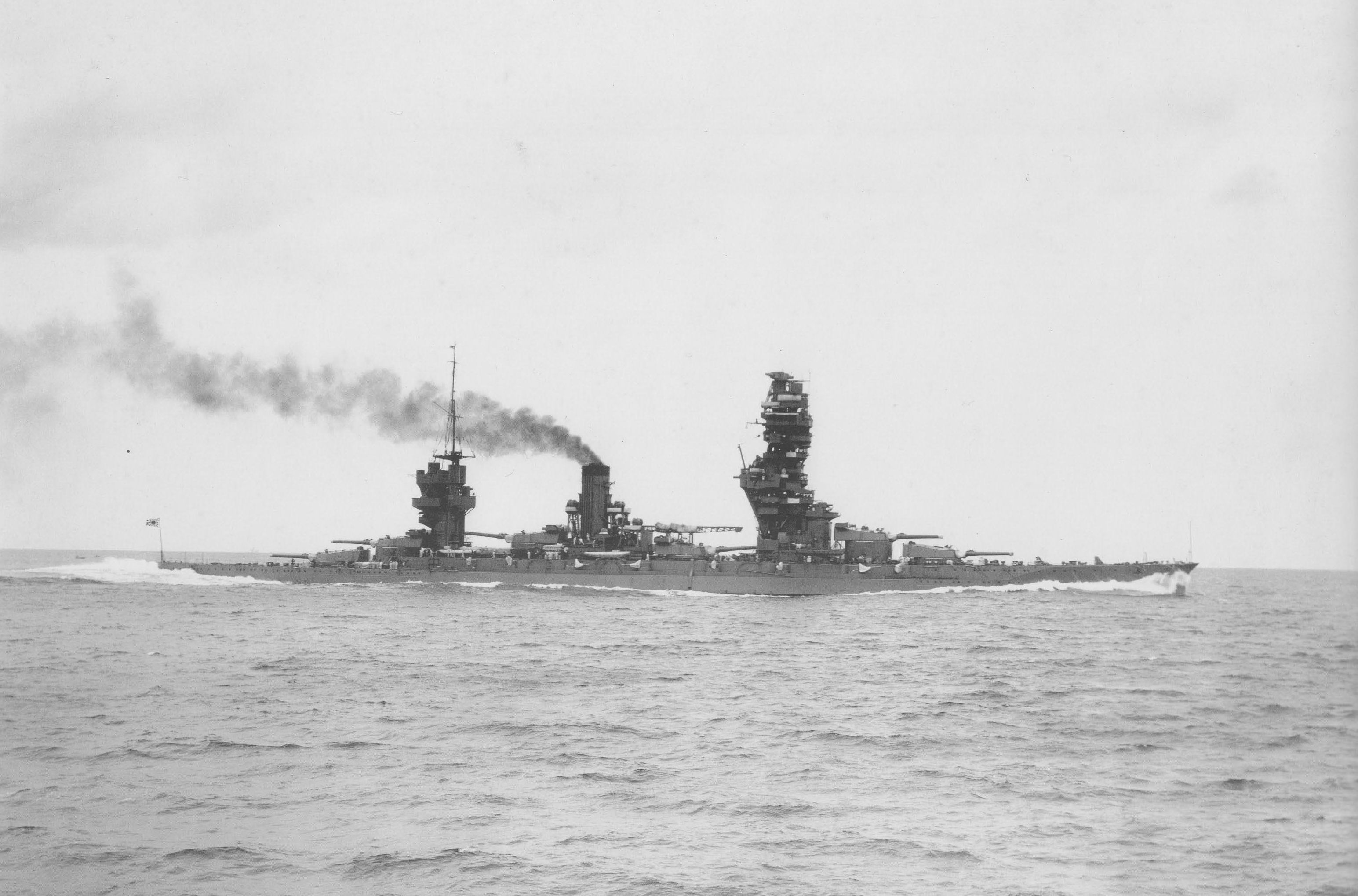
«Фусо» после модернизации
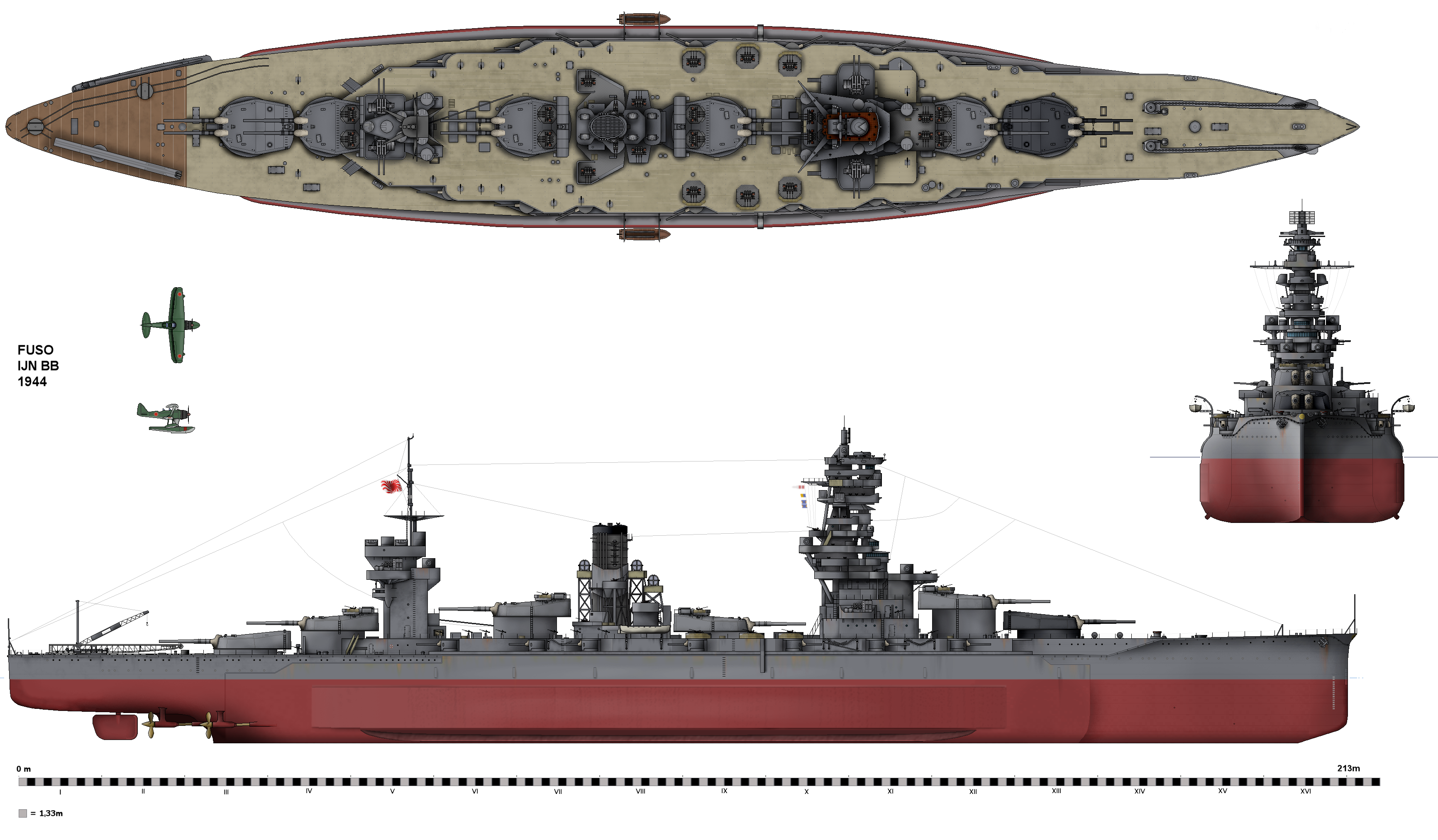
Схема «Фусо»

## Довоенный период
«Фусо» был заложен на военно-морской верфи в Куре 11 марта 1912 году и спущен на воду 28 марта 1914 года. Корабль был сдан в эксплуатацию 8 ноября 1915 года. 13 декабря зачислен в 1-ю дивизию 1-го Флота. Корабль не принимал участие в боевых действиях во время Первой Мировой Войны, так как в Азии уже не было сил центральных держав. До конца войны линкор занимался патрулированием у берегов Китая. В 1917 и 1918 годах «Фусо» служил флагманом 1-й дивизии. Линкор был выведен в резерв. В 1918 году на корабль установили пять 76,2-мм зенитных орудия. С 9 по 22 сентября 1923 года «Фусо» участвовал в спасении жертв великого землетрясения в Канто. С 1 июля 1924 года по 1 ноября кораблём командовал капитан Мицумаса Ёнай, будущий премьер-министр Японии. С 1 ноября командование принял капитан Санкити Такахаси. В 1920-е годы «Фусо» проводил боевую подготовку у берегов Китая и часто стоял в резерве. В 1925 году и в 1933-1934 гг. на «Фусо» служил брат императора Хирохито, лейтенант, принц Такамацу
Первый этап первой модернизации начался 12 апреля 1930 года на верфи в Йокосуке. В ходе модернизации были заменены машины, усилена броня, и противоторпедные були. 26 сентября 1932 года «Фусо» прибыл в Куре, где было обновлено вооружение и демонтированы торпедные аппараты. 12 мая 1933 года начались ходовые испытания. Второй этап модернизации корабля провели год спустя, в ходе которой линкор был удлинён. В марте 1935 года реконструкция была завершена. В 1936 - 1937 годах «Фусо» выполнял роль учебного судна.
26 февраля 1937 года началась вторая модернизация корабля. 1 декабря капитан Хироаки Абэ принял командование линкором. 1 апреля 1938 года реконструкция была завершена. 15 ноября корабль был снова назначен в 1-ю дивизию 1-го Флота. Она непродолжительное время действовала в китайских водах в начале 1939 года. 12 декабря 1940 года начался второй этап второй модернизации. К 10 апреля 1941 года все модернизационные работы на «Фусо» были закончены. Обновленный корабль вошел во 2-ю дивизию 1-го Флота. 15 сентября командование на линкоре «Фусо» принял капитан Мицуо Киносита. В то время 2-я дивизия состояла из двух линкоров типа «Фусо» и двух линейных кораблей типа «Исэ».

## Вторая мировая война
«Фусо» с началом войны участвовал в деятельности Объединённого флота, но к боевым действиям не привлекался. 18 апреля 1942 года «Фусо» в составе 2-й дивизии линейных кораблей выходил на перехват американского соединения, нанёсшего бомбовый удар по Японии («рейд Дуллитла»). Единственный результат - досмотр и задержание советского судна «Ангарстрой» с грузом сахара. 6 мая сопровождал в Куре линейный корабль «Хюга», поврежденный в результате взрыва башни главного калибра №5.

### Последний поход

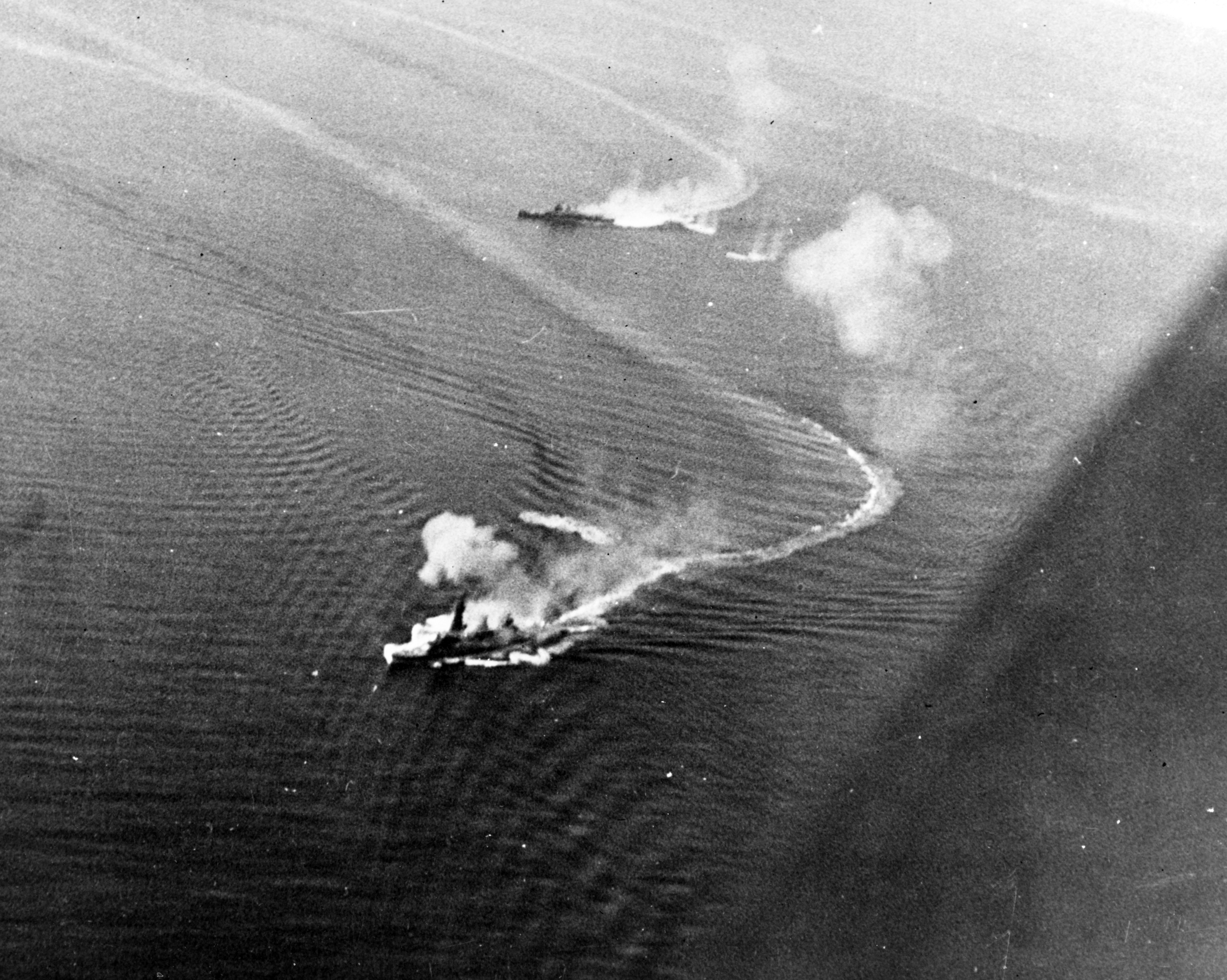
Фусо и Могами под воздушным обстрелом во время сражения в проливе Суригао

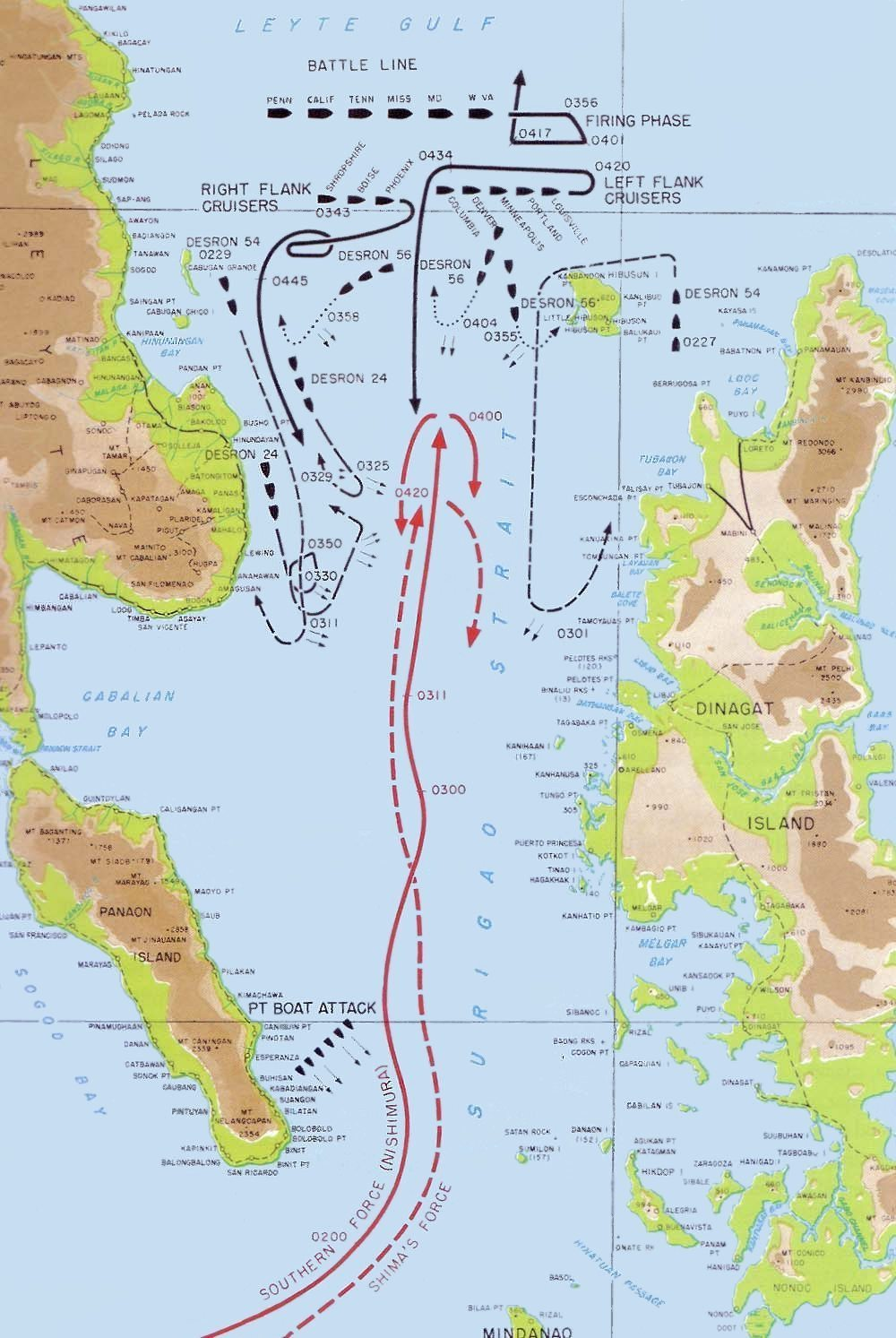
Сражение в заливе Суригао (Схема)

Под командованием контр-адмирала Масами Бана «Фусо» покинул Бруней 22 октября 1944 года и в составе Южной группы направился на восток в море Сулу, а затем на северо-восток в море Минданао, намереваясь присоединиться к силам вице-адмирала Такэо Куриты в заливе Лейте. Корабли прошли к западу от острова Минданао в пролив Суригао, где встретили крупное американское соединение. Сражение в проливе Суригао стало важнейшим событием в битве в заливе Лейте.
24 октября в 9:08 «Фусо», «Ямасиро» и тяжелый крейсер «Могами» заметили группу из 27 самолетов, среди которых были торпедоносцы TBF Avenger и пикирующие бомбардировщики SB2C Helldiver в сопровождении палубных истребителей F6F Hellcat. Бомба с одного из самолетов, попавшая в «Фусо», уничтожила катапульту и оба гидросамолета. Другая бомба попала в корабль около башни № 2 и проломила палубу, погибло много матросов на постах вспомогательной артиллерии.
Ранним утром следующего дня в 1:05 «Фусо» открыл огонь по левому борту и попал в крейсер «Могами». «Дружественным огнём» с линкора были убиты трое моряков в лазарете «Могами».
В 2:00 начались атаки американских эсминцев, они выпустили 27 торпед и в 2:07 1-2 торпеды с американского эсминца «Мелвин»  ударили в правый борт «Фусо». Скорость упала с 17 до 10 узлов. Возникший пожар, которой не удалось потушить, в 3:45 привел к взрыву погребов башни №4.Очевидцы позже утверждали, что «Фусо» разломился пополам, и что обе половины оставались на плаву и горели в течение часа. Но свидетели могли видеть только огонь на воде, а не какие-либо фрагменты корабля. Историк Джон Толанд в 1970 году утверждал, что «Фусо» переломился пополам. Согласно исследованиям историка Энтони Талли, опубликованным в 2009 году и основанным на записях судового журнала корабля «Хатчинс», где описывается потопление «Фусо» — «огромный взрыв в 03:38 поднялся над кораблем, так что казалось, он переломился пополам…»
Доподлинно известно, что линкор был торпедирован и в результате интенсивного затопления перевернулся и затонул в течение сорока минут. «Фусо» ушел на дно между 3:38 и 3:50, из его экипажа выжили лишь несколько десятков человек. Есть свидетельство, что некоторые из них были спасены эсминцем «Асагумо», который сам затонул через некоторое время. Десять членов экипажа линкора смогли вернуться в Японию.
31 августа 1945 года «Фусо» был исключён из списков флота.

## Обнаружение
Останки затонувшего линкора Fuso были обнаружены 25 ноября 2017 года экспедицией, базировавшейся на научно-исследовательском судне Petrel. Останки находятся на глубине в 185 метров и представляют собой лежащую вверх килем основную часть корпуса и полностью отделённую от неё, меньшую по размерам, носовую часть. Надстройка-пагода также лежит отдельно. Все останки сильно подвержены коррозии и обрастанию.